# Endiandra muelleri
Endiandra muelleri är en lagerväxtart. Endiandra muelleri ingår i släktet Endiandra och familjen lagerväxter.

## Underarter
Arten delas in i följande underarter:
- E. m. bracteata
- E. m. muelleri